# Splendrillia praeclara
Splendrillia praeclara é uma espécie de gastrópode do gênero Splendrillia, pertencente a família Drilliidae.